# Christoph Jünke
Christoph Jünke (* 1964 in Einbeck) ist ein deutscher marxistischer Historiker.

## Leben
Christoph Jünke absolvierte ein Studium der Geschichte, Philosophie sowie Soziologie an der Universität zu Köln und der Ruhr-Universität Bochum. Viele Jahre war er als Journalist aktiv. Er wurde mit einer Arbeit über das Leben und Wirken von Leo Kofler promoviert. Auf der Basis seiner Dissertation hat Jünke im Jahr 2007 die erste umfassende Biografie zu Kofler veröffentlicht. Jünke ist an einem Forschungsprojekt über Viktor Agartz zum Thema Viktor Agartz und die deutsche Nachkriegspolitik beteiligt. Das Projekt ist an der Fernuniversität in Hagen angesiedelt.
Jünke ist Vorsitzender der Leo-Kofler-Gesellschaft.

## Veröffentlichungen (Auswahl)
Als Autor:
- (mit Tobias ten Brink) Für eine antikapitalistische Linke in Europa: Texte zur Europäischen Antikapitalistischen Linken (EAL). Freundinnen und Freunde der EAL, Köln 2004.
- Sozialistisches Strandgut. Leo Kofler – Leben und Werk (1907–1995). VSA-Verlag, Hamburg 2007, ISBN 978-3-89965-197-3 (Onlineversion, PDF).
- Der lange Schatten des Stalinismus: Sozialismus und Demokratie gestern und heute. ISP, Köln 2007, ISBN 978-3-89900-126-6.[3]
- Streifzüge durch das rote 20. Jahrhundert. Hamburg: Laika-Verlag, 2014, ISBN 978-3-944233-00-0.
- Leo Koflers Philosophie der Praxis. Hamburg: Laika-Verlag, 2015, ISBN 978-3-944233-33-8.
  - englische Übersetzung: Leo Kofler’s Philosophy of Praxis: Western Marxism and Socialist Humanism. With Six Essays by Leo Kofler Published in English for the First Time. Brill: Leiden 2022, ISBN 978-90-04-50255-0.

Als Herausgeber:
- Leo Kofler, Zur Kritik Bürgerlicher Freiheit – Ausgewählte politisch-philosophische Texte eines marxistischen Einzelgängers, VSA, Hamburg  2000, ISBN 978-3-87975-769-5.
- Am Beispiel Leo Koflers: Marxismus im 20. Jahrhundert. Westfälisches Dampfboot, Münster 2001, ISBN 3-89691-427-8.
- Linkssozialismus in Deutschland: Jenseits von Sozialdemokratie und Kommunismus? VSA-Verlag, Hamburg 2010, ISBN 978-3-89965-413-4.
- (mit Uwe Jakomeit und Andreas Zolper) Begegnungen mit Leo Kofler. PapyRossa-Verlag, Köln 2011, ISBN 978-3-89438-474-6.
- Marxistische Stalinismuskritik im 20. Jahrhundert. Eine Anthologie. Neuer ISP-Verlag, Köln 2017, ISBN 978-3-89900-150-1.
- Leo Kofler, Interventionen. Kleine Schriften zur marxistischen Theorie und Praxis. Dietz Verlag, Berlin 2024, ISBN 978-3-320-02420-8.
- Viktor Agartz oder: Ein Leben für und wider die Wirtschaftsdemokratie. Dietz Verlag, Berlin 2024, ISBN 978-3-320-02422-2.

Aufsätze (Auswahl)
- Die Bolschewiki und die Demokratie, in: Arbeit – Bewegung – Geschichte, Heft III/2017, S. 112–129.
- Die deutschen Linken und die identitätspolitische Korrektheit, veröffentlicht am 26. April 2023 auf globkult.de.
- Der linkssozialistische Intellektuelle Arno Klönne als Grenzgänger, in J.Feldhoff/B.Klaus (Hrsg.): Politische Autonomie und wissenschaftliche Reflexion. Beiträge zum Lebenswerk von Arno Klönne, Köln 2017, S. 183–195
- Der Landesverratsprozess gegen Viktor Agartz, in Bernd Hüttner/Gregor Kritidis (Hrsg.): Das KPD-Verbot 1956. Vorgeschichte und Folgen der Illegalisierung der KPD in Westdeutschland, Berlin, S. 15–20
- Hoffnung in Trümmern. Viktor Agartz‘ neue Wirtschaftsdemokratie nach 1945, in H.Beutin u. a. (Hrsg.): „Endlich unsrer Kraft zu trauen und sein schönes Leben aufzubauen“. Hoffnung, Sehnsüchte und politische Vorstellungen zum Mai 1945, Mössingen-Talheim 2016, S. 57–74
- Wirtschaftsdemokratische Neuordnungskonzepte nach dem Faschismus am Beispiel von Viktor Agartz, in Stefan Berger (Hrsg.): Gewerkschaftsgeschichte als Erinnerungsgeschichte. Der 2. Mai 1933 in der gewerkschaftlichen Erinnerung und Positionierung nach 1945, Essen 2015, S. 79–89
- Kritisches Denken braucht einen Maßstab, in I.Bischel u. a. (Hg.): Kritik des kritischen Denkens (Denknetz-Jahrbuch 2014), Zürich, S. 86–94
- Arbeiterbewegung und nationale Frage, in Sebastian Voigt/H.Sünker (Hrsg.): Arbeiterbewegung – Nation – Globalisierung. Bestandsaufnahmen einer alten Debatte, Weilerswist 2014, S. 105–115

Journalistisches (Auswahl)
- Eine kleine Geschichte der linkssozialistischen VSP von 1986 bis 2000. In: Junge Welt. 4/2001 (online).